# Milorad Arsenijević
Milorad Arsenjević (né le 6 juin 1906 à Smederevo à l'époque en Autriche-Hongrie, et mort le 18 mars 1987 à Belgrade en Yougoslavie) était un joueur de football et entraîneur yougoslave.

## Biographie
Arsenjević joue durant toute sa carrière de club dans l'équipe de Belgrade de l'OFK Belgrade, le meilleur club de l'époque.
Il joue avec l'équipe de Yougoslavie entre 1927 et 1954, avec pas moins de 52 sélections pour 7 buts.
Il a participé aux Jeux olympiques de 1928 et à la coupe du monde 1930 où la Yougoslavie finit quatrième.
Après sa carrière, il devient entraîneur et prend les rênes de son ancienne sélection, la Yougoslavie de 1946 à 1954.
En tant que sélectionneur, il participe notamment à la coupe du monde 1950, ainsi qu'aux Jeux olympiques de 1948 et de 1952.